# Голицын, Владимир Дмитриевич
Светлейший князь Влади́мир Дми́триевич Голи́цын (30 сентября 1815, Санкт-Петербург — 21 февраля 1888, Санкт-Петербург) — генерал-адъютант (25.03.1863), генерал от кавалерии (16.04.1878), обер-шталмейстер императорского двора, участник Кавказской войны.

## Биография
Представитель рода Голицыных, сын московского градоначальника светлейшего князя Дмитрия Владимировича Голицына и Татьяны Васильевны Васильчиковой. От отца унаследовал подмосковное имение Большие Вязёмы.
Родился 30 сентября 1815 года, крещен 16 октября в Исаакиевском соборе, крестник графа П. А. Строганова и бабушки княгини Н. П. Голицыной. Был зачислен в пажеский корпус, но воспитывался он дома. Из камер-пажей после сдачи экзамена произведен в корнеты Лейб-гвардии Конного полка.
6 декабря 1838 года князь произведен в поручики, а 30 марта 1841 года в штабс-ротмистры. 28 марта 1842 года назначен адъютантом к военному министру князю Александру Чернышёву. Сопровождал князя Чернышёва на Кавказ и участвовал в экспедиции против горцев, за что и был награждён орденом Святого Владимира 4-й степени. 6 апреля 1844 года назначен флигель-адъютантом с состоянием при его величестве. Вслед затем произведен в ротмистры, а по возвращении с Венгерской кампании в полковники. В 1850 году он награждён орденом Святой Анны 2-й степени и командорским крестом австрийского ордена Леопольда.
Вскоре князь был назначен командиром Кирасирского военного ордена полка, а потом командующим Лейб-гвардии Конным полком. 26 августа 1856 года произведен в генерал-майоры с назначением в Свиту Его Величества и со старшинством на основании манифеста 18 февраля 1762 года, и с утверждением командиром полка. В 1857 году князь награждён орденом Святого Владимира 3-й степени, а в 1859 году орденом Святого Станислава 1-й степени и в 1861 году орденом Святой Анны 1-й степени.
30 августа 1864 года произведен в генерал-лейтенанты и назначен начальником 1-й гвардейской кавалерийской дивизии и членом совета Главного управления государственного коннозаводства, с зачислением в списки Лейб-гвардии Конного полка. В этом же году он награждён орденом Святого Владимира 2-й степени, в 1868 году орденом Белого орла, в 1870 году орденом Святого Александра Невского и в 1873 году прусским орденом Красного орла 1-й степени.
В 1874 году назначен шталмейстером Высочайшего Двора и президентом придворной конюшенной конторы с оставлением в должности члена Совета Главного Управления государственного коннозаводства, с состоянием по гвардейской кавалерии и в списках Лейб-гвардии Конного полка.
В том же году он награждён алмазными знаками к знакам ордена Святого Александра Невского и пожалован австрийским орденом Леопольда степени Большого креста. В 1875 году награждён шведским орденом Меча 1-й степени и греческим орденом Спасителя 1-й степени. 16 апреля 1878 года князь за отличие произведен в генералы от кавалерии, с утверждением в должности обер-шталмейстера Двора Его Императорского Величества, и президента придворной конюшенной конторы и с оставлением в должности члена совета Главного управления государственного коннозаводства, в звании генерал-адъютанта, и в списках Лейб-гвардии Конного полка.
По преобразованию разных частей Министерства императорского двора в первые месяцы царствования императора Александра Александровича князь Голицын был уволен от должности президента придворной конюшенной конторы, а затем и от звания члена совета Главного управления государственного коннозаводства, сохраняя чин обер-шталмейстера. В 1883 году был награждён орденом Святого Владимира 1-й степени. 25 марта 1886 года назначен шефом 4-го эскадрона Лейб-гвардии Конного полка.
Князь Голицын скончался от кровоизлияния мозга 21 февраля 1888 года в Санкт-Петербурге и был похоронен в Благовещенской церкви. По воспоминаниям современника, «отличался редкой добротой, честностью и прямотой. К нижним чинам относился очень гуманно, в своем имении устроил больницу и приют».

## Семья
Жена (с 2 апреля 1858 года) — Мария Михайловна Пашкова (13.08.1836—08.04.1910), фрейлина двора, дочь генерал-лейтенанта Михаила Васильевича Пашкова и Марии Трофимовны Барановой; кавалерственная дама ордена Св. Екатерины (1879), статс-дама и обер-гофмейстерина Двора императрицы Александры Федоровны. С 1896 года была вице-председательницей Женского Патриотического общества. По словам современницы, княгиня Голицына была очень импозантная дама, воспитанная в духе Николая I и крайне отрицательно относившаяся ко всяким либеральным идеям. Согласно отзыву генерала А. А. Мосолова, никто не умел лучше Голицыной, поддерживать придворные традиции среди дамского элемента: 
Трудно было бы найти особу, которая могла бы лучше, чем княгиня Голицына, воплощать все то значение, которое присваивалось высокому званию обер-гофмейстерины... Она имела особо развитое чутье на все, что не соответствовало этикету. Одевалась она не иначе как по моде позапрошлого века, а шляпы ее считались «произведением придворно-экипажного ведомства»... Чтобы сделанное ею замечание не оставалось без последствий, она никогда ничего не говорила молодым фрейлинам, считая их мелкой сошкой: она вступала в пререкания только с такими солидными дамами, которых фрейлины боялись пуще огня.
 Последние годы жила в большой квартире в Зимнем дворце, где и умерла 8 апреля 1910 года от паралича сердца при грудной  жабе. После отпевания в Духовской церкви Александро-Невской лавры была похоронена рядом с мужем. 
В браке родилась единственная дочь:
- Мария Владимировна (1860—1933), фрейлина, с 11 ноября 1887 года замужем за поручиком кавалергардского полка, Александром Николаевичем Воейковым (1865—1942). Будучи единственной наследницей своих родителей, проявила себя незаурядной хозяйкой. В своей деревне Лупандино основала сахарный завод. Умерла в эмиграции в Париже.

- Орден Святого Владимира 4 ст. с бантом (1842)
- Орден Святой Анны 2 ст. (1850)
- Знак отличия за XV лет беспорочной службы (1856)
- Орден Святого Владимира 3 ст. (1857)
- Орден Святого Станислава 1 ст. (1859)
- Орден Святой Анны 1 ст. (1861)
- Орден Святого Владимира 2 ст. (1866)
- Орден Белого Орла (1868)
- Орден Святого Александра Невского (1870)
- Алмазные знаки к ордену Святого Александра Невского (1874)
- Орден Святого Владимира 1 ст. (1883)

Иностранные:
- Орден Леопольда, командорский крест (Австрия, 1850)
- Орден Красного Орла 1 ст. (Пруссия, 1873)
- Орден Леопольда, большой крест (Австро-Венгрия, 1874)
- Орден Меча, большой крест (Швеция, 1875)
- Орден Спасителя 1 ст. (Греция, 1876)